# Le pistole dei magnifici sette
Le pistole dei magnifici sette (Guns of the Magnificent Seven) è un film western del 1969 diretto da Paul Wendkos, con James Whitmore, George Kennedy e Reni Santoni.
Il film è ambientato durante il periodo di pre-rivoluzione messicana, in cui i contadini cercano di organizzarsi contro il governo oppressore del presidente Porfirio Díaz.
Le pistole dei magnifici sette è il sequel de I magnifici sette (1960) e Il ritorno dei magnifici sette (1966) e prequel de I magnifici sette cavalcano ancora (1972).

## Trama
Messico, tardo diciannovesimo secolo: la polizia federale messicana cattura Quintero, il rivoluzionario che tentava di riunire i gruppi disorganizzati che si opponevano al regime dittatoriale del presidente Díaz. Prima di essere arrestato, Quintero consegna al suo fidato Maximiliano O'Leary detto Max, 600 dollari per continuare la causa. Carlos Lobero, un bandito locale, chiede i soldi per comprare armi e munizioni in nome della rivoluzione, ma Max decide di attraversare il confine alla ricerca di Chris Adams: un leggendario e iaconico pistolero americano. Maximiliano incontra Chris quando quest'ultimo salva la vita di un uomo, manipolando con acume le sorti di un processo forzato derivato da furto di cavalli.
Chris approva il tentativo di liberare Quintero e usa i 600 dollari di Max per reclutare cinque uomini esperti in battaglie: Keno, il ladro di cavalli salvato dall'impiccagione, esperto in combattimento corpo a corpo; Cassie, un muscoloso ed intelligente afro-americano ex-schiavo, con esperienza in esplosivi; Slater, fuciliere a lunga distanza con solo un braccio sano; P.J., un mandriano affetto da tubercolosi e Levi Morgan, un anziano uomo che dubita del suo valore, esperto in armi bianche.
I sei uomini e Maximiliano formano il gruppo dei sette che raggiungerà il Messico: qui avranno modo di osservare il brutale trattamento dell'esercito del colonnello Diego sui contadini: impiccagioni, repressione di ogni dissenso, schiavitù e governo delle armi. Offriranno aiuto ad un bambino chiamato Emiliano Zapata, figlio di un prigioniero, mentre P.G. si innamorerà di Tina, una ragazza contadina. 
Una volta che Lobero capisce che Maximiliano aveva portato con sé solo sei uomini e nessun arma, si rifiuta di prendere parte alla causa di Quintero, costringendo Chris a liberare una serie di detenuti, compreso il padre di Emiliano, per creare un gruppo d'attacco al forte della polizia federale.
Nonostante le abilità individuali dei sette uomini e della strategia utilizzata, i ribelli vengono sopraffatti dal numero dei difensori e dalla loro potenza di fuoco, ma vengono salvati dal gruppo di banditi di Lobero, che avevano ucciso il loro capo per scarso patriottismo e deciso di intervenire. Dei sette uomini che componevano il gruppo iniziale solo Chris, Levi e Max risultano essere sopravvissuti ; una volta liberato Quintero, Chris e Levi decidono di donare i seicento dollari alla causa dei contadini messicani.